# Sarmin
Sarmin is een plaats in het Syrische gouvernement Idlib.